# Pentacosmodon pronus
Pentacosmodon és un gènere de mamífer extint, de l'ordre dels multituberculats, que visqué durant el Paleocè a Nord-amèrica. El gènere Pentacosmodon anomenat per Jepsen en 1940 i és conegut per la seva espècie Pentacosmodon pronus. S'han trobat restes fòssils en Wyoming (Estats Units) i a Porcupine Hills, a Alberta (Canadà). Aquest gènere s'havia col·locat al principi en la família Djadochtatherioidea.